# Aloys Basselet von La Rosée

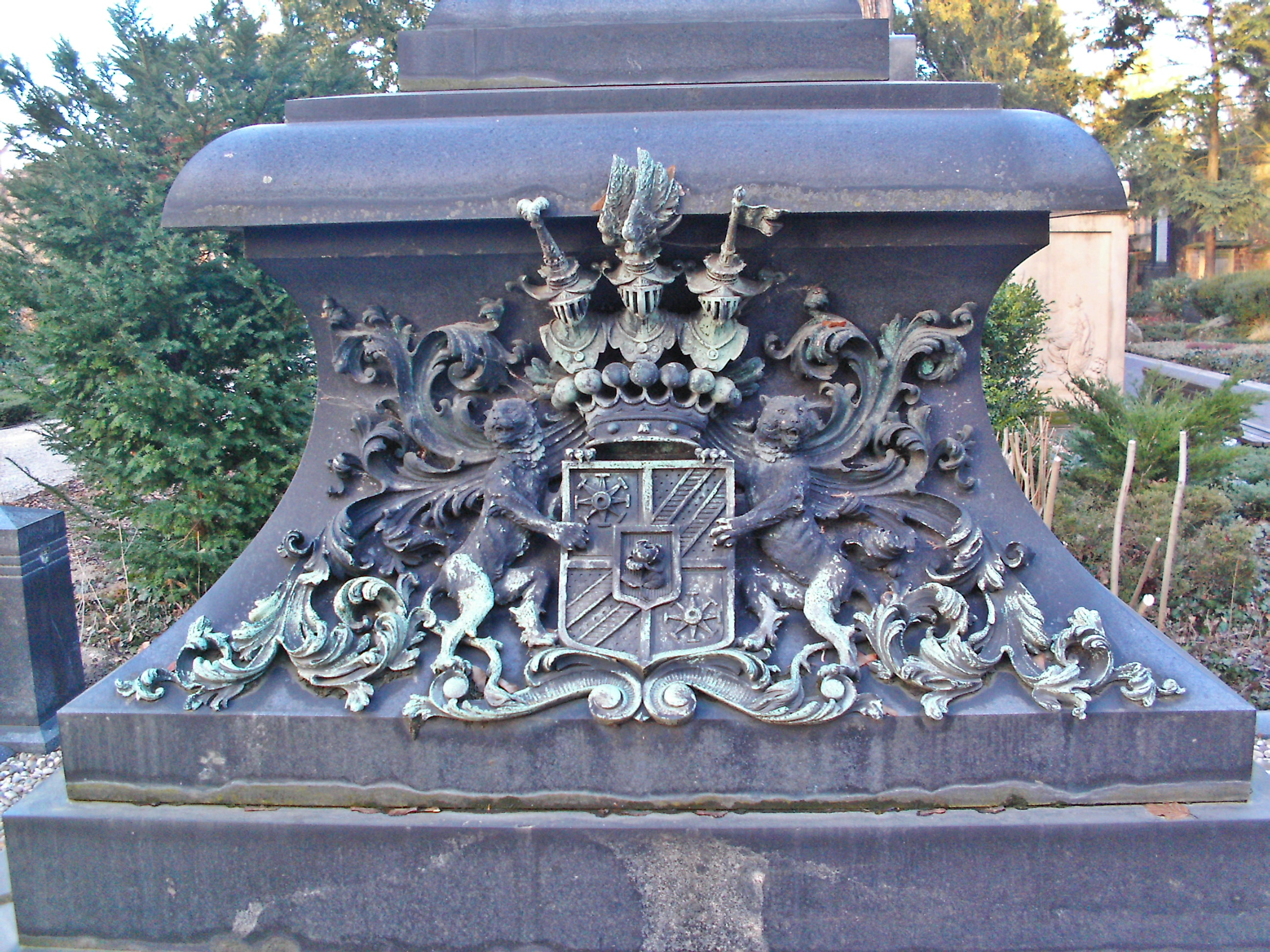
Wappen der Reichsgrafen Basselet von La Rosée (vom Grab des Urenkels, Hauptfriedhof Mannheim)

Reichsgraf Johann Kaspar Aloys Basselet von La Rosée (* 5. Mai 1747 in München; † 5. Dezember 1826) war ein bayerischer Beamter und Richter sowie Freimaurer und Mitglied des Illuminatenordens. Er entstammte der ursprünglich in Spanien und später in den Spanischen Niederlanden beheimateten Familie Basselet von La Rosée.

## Leben
Johann Kaspar Aloys Reichsgraf Basselet von La Rosée war der erstgeborene Sohn des kurbayerischen Kammerherrn, Generals und Hofkriegsratsdirektors Johann Kaspar Basselet Reichsgraf von La Rosée und seiner Ehefrau Maria Elisabetha von Ruffini, der Tochter des Münchner Handelsherrn Johann Baptista von Ruffini. Sein Großonkel war der bayerische Staatskanzler Franz Xaver Josef von Unertl.
Als Junge wurde La Rosée in Straubing dem Stiftsdekan von Ernesty zur Erziehung und Ausbildung übergeben. Seine Gymnasialzeit schloss er 1763 am Jesuitengymnasium München (dem heutigen Wilhelmsgymnasium) ab. Anschließend studierte er als Vorbereitung für den Staatsdienst Kameralwissenschaften an den Universitäten Würzburg und Ingolstadt. Danach folgte eine Bildungsreise in die Niederlande und nach Frankreich. 1767 nach München zurückgekehrt, erhielt er die Ernennung zum kurfürstlich bayerischen Kämmerer und Hofrat. 1782 wurde La Rosée Präsident des Revisions- und Oberappellationsgerichts in München; am Appellationsgericht wurde er 1790 Direktor. Am 19. Mai 1808 erhielt er das Großkreuz des Zivilverdienstordens der Bayerischen Krone. Er gehörte zu den ersten Ordensmitgliedern und erhielt die hohe Auszeichnung noch am Stiftungstag. Im Jahre 1817 avancierte er zum Wirklichen Staatsrat.
Nach dem Tod seines Vaters erbte La Rosée ein ansehnliches Vermögen, das er sorgsam verwaltete. Prunk wurde vermieden, dafür stand täglich eine zu Almosen bestimmte Summe bereit. La Rosée besaß umfangreiche Gebiete am Starnberger See wie Garatshausen, Feldafing einschließlich der Roseninsel und Pöcking. Auch Schloss Possenhofen, das nach seinem Tod in den Besitz der Herzöge in Bayern überging und wo die spätere Kaiserin Elisabeth von Österreich (Sissi) aufwuchs, zählte zu seinem Eigentum.
1772 wurde er Ehrenmitglied der Bayerischen Akademie der Wissenschaften, danach Direktor der belletristischen Klasse.
Basselet de La Rosée war Mitglied und mehrmals Meister vom Stuhl der Münchner Loge Zur Behutsamkeit, unter dem Namen a Laurea in der Strikten Observanz, sowie Procurator und Schottischer Vorsteher (Comendator equitum) für München. Im Illuminatenorden hatte er den Namen Sokrates. Nach dem 1785 erfolgten Verbot des Illuminatenordens und der Freimaurerlogen in Bayern scheint sich der Graf allerdings von dieser Geistesrichtung abgewandt zu haben. Sein Nachruf im „Neuen Nekrolog der Deutschen“, (Ilmenau, 1828, 2. Teil, Seite 1056) konstatiert nämlich, dass er sich an seinem Lebensende die katholischen Sterbesakramente reichen ließ, was ansonsten nicht möglich gewesen wäre.

## Familie
Johann Kaspar Aloys Reichsgraf Basselet von La Rosée war seit 1771 mit Maria Theresia von Morawitzky (gest. 1833) verheiratet. Aus der Ehe gingen folgende Nachkommen hervor:
- Desider (* 23. Mai 1772–7. Juni 1834) blieb unverheiratet
- Xaver (* 21. August 1774–1829) ⚭ Clara von Murachs
- Agnes (1779–1821) ⚭ mit dem Präsidenten des Appellationsgerichts in Bamberg, Graf von Lamberg.
- Josephine (1786–1870) ⚭ mit dem Staatsrat Joseph von Hazzi, der u. a. maßgeblich an der Optimierung und Modernisierung der bayerischen Land- und Forstwirtschaft zu Beginn des 19. Jahrhunderts beteiligt war.